# Til Lindeman
Til Lindeman (Lajpcig, 4. januar 1963) je nemački muzičar. Karijeru je započeo kao bubnjar, da bi kasnije postao glavni pevač grupe Ramštajn, i kasnije Lindeman.

## Biografija
Til Lindeman je odrastao sa roditeljima i sestrom šest godina mlađom od njega u malom mestu Wendisch-Rambow. Otac Werner bio je pisac i pesnik, dok je majka Brigitte radila kao novinar i voditelj na radiju. Sa ocem je bio u lošim odnosima, čestim neslaganjima, dok je uz majku najviše provodio vremena u detinjstvu. Nakon razvoda, Til nikako nije pričao sa ocem.
Bio je aktivan sportista i to pre svega bavio se plivanjem. Bio je veoma uspešan, što je i dokazao pobedom na Evropskom šampionatu za juniore. 1988. godine je učestvovao na olimpijadi u Seulu. Tilov otac umire novembra 1992. godine, a sin mu nikada do sada nije posetio grobno mesto. Poznato je da je pesmu "Heirate Mich" napisao inspiracijom svoga oca. Izbegao je služenje vojske zbog čega je imao dosta problema. Njegov prvi posao je bio rad u fabrici za sečenje uglja. Otpustili su ga nakon samo 3 dana, jer nije bio zadovoljan radnim mestom. U to vreme su ga zvali "muška drolja" , jer je menjao mnogo partnerki. Bio je oženjen, ali se ubrzo i razveo. Ima dve ćerke, Nele i Marie-Louise.
Sada živi u Berlinu, Prenzlauer Berg u apartmanu sa velikim prozorima, a takođe poseduje i kuću sa velikim imanjem u mestu Schwerin, gde voli dosta vremena da provede uživajući u jezeru i zelenilu. On obožava prirodu i lov na divljač. Od ostalih muzičkih pravaca voli da posluša Chris Isaak-a. U odnosu na ostale članove benda Til se teže opredeljuje za davanje intervjua. Puno je vezan i za ćerku gitariste Richard-a, Khiru Li Lindemann., koju smatra kao svoju. Završio je pirotehnički kurs, da bi mogao da je koristi na koncertima. Učestvovao je u snimanju dva filma "Amundsen" i "Vinzent". Takođe, je napisao i knjigu sa prelepom poezijom "Messer".
Ima dve ćerke i razveden je.
Što se tiče muzičke karijere, prvo je započeo kao bubnjar u grupi First Arsch 1986. godine i nakon ulaska u novooformljenu grupu Ramštajn započeo je i svoju pevačku karijeru.

## Gostovanja u Beogradu
Ramštajn je poslednji put gostovao u maju 2024. godine u Beogradu. Početak koncerta obeležile su eksplozije, a Til Lindeman se na binu spustio u kratkoj roze bundi.